# سكان أوكرانيا
تتعلق التركيبة السكانية لأوكرانيا بالنمو السكاني والكثافة السكانية والعرق ومستوى التعليم والصحة والوضع الاقتصادي والانتماءات الدينية والجوانب الأخرى لسكان أوكرانيا.
تستند البيانات الواردة في هذه المقالة إلى الإحصاء السكاني الأوكراني لعام 2001 (أحدث تعداد سكاني)، كتاب حقائق العالم لوكالة المخابرات المركزية، وأرقام لجنة الإحصاء الحكومية في أوكرانيا. الإحصاء السكاني التالي، الذي كان من المقرر إجراؤه في الأصل في عام 2020، تمت إعادة جدولته في عام 2020 ليتم إجراؤه في عام 2023.
قدرت دائرة الإحصاء الحكومية في أوكرانيا إجمالي عدد سكان البلاد (باستثناء شبه جزيرة القرم) في 1 يناير 2022 بحوالي 41 مليون نسمة. خلال الحرب في دونباس، فقدت الحكومة الأوكرانية السيطرة على أجزاء من منطقة دونباس. بالإضافة إلى ذلك، بسبب الغزو الروسي في عام 2022، فر أكثر من 8 ملايين أوكراني من البلاد في أزمة لاجئين.
وفقًا للأمم المتحدة، يبلغ عدد سكان أوكرانيا 36,744,636 نسمة اعتبارًا من عام 2023. ويعد هذا انخفاضًا حادًا عن عام 2020، عندما كان عدد سكانها حوالي 44 مليون نسمة. ويرجع ذلك إلى حد كبير إلى أزمة اللاجئين الأوكرانيين المستمرة وفقدان الأراضي بسبب الغزو الروسي لأوكرانيا. تم إجراء التعداد السكاني الأخير (والوحيد) لأوكرانيا ما بعد الاتحاد السوفيتي منذ أكثر من 20 عامًا، في عام 2001. وبالتالي، فإن الكثير من المعلومات المقدمة هنا قد تكون غير دقيقة /أو قديمة.